# 唐庄宗
唐莊宗李存勗（885年12月2日—926年5月15日），山西应县人，沙陀族，本姓朱邪，因其父是河東節度使李克用受唐懿宗赐姓而改姓李，諱存勗，亦作存，唐光启元年正月（885年12月）生于山西应县（一说晋阳宫），五代時期后唐开国皇帝。小名“亚子”，藝名“李天下”，以勇猛闻名。
923年5月13日在魏州（河北大名府）称帝，国号唐，史称后唐。後因義兄李嗣源被軍士擁戴造反，揮軍直取洛陽。宮中指揮使郭从谦為報仇，趁機發動兵變——興教門之變，將存勗殺害。

## 出生日期
据《旧五代史》记载，李存勗出生于光启元年十月二十二日癸亥；《册府元龟》记载，李存勗生于光启元年十月癸亥。根据万年历排注历日，光启元年十月二十二日干支是癸酉，而非癸亥，十月十二日才是癸亥。根据《册府元龟》记载同光元年至三年的万寿节（李存勗生日）皆在十月二十二日，因此李存勗的生日就是十月二十二日，史书记载的生日干支有误。

## 生平

### 少年時代
李存勗是后唐太祖李克用與貞簡皇后曹氏的長子。他自幼擅長騎馬射箭，膽力過人，為李克用所寵愛。少年時隨父作戰，乾宁二年（895年），11歲就與父親讨邠州王行瑜，到長安向唐朝朝廷報功，得到唐昭宗的賞賜和誇獎。授检校司空、隰州刺史，改汾、晋二州刺史。
李存勗成年後狀貌雄偉瑰麗，得習《春秋》，豁達而且通大義，並勇敢善戰，熟知戰略要術。他又喜愛音樂、歌舞、俳優之戲，旁人多有異談。當時，軍閥割據混戰、佔據河東的李克用常被控制河南的朱溫牽制圍困，兵力不足，地盤狹小，非常悲觀。李存勗勸說其父：“朱全忠恃其武力，吞滅四鄰，想篡奪帝位，這是自取滅亡。我們千萬不可灰心喪氣，要積蓄力量，等待時機”。李克用聽後大為高興，重新振作起來，與朱全忠對抗。

### 即位晉王
唐天祐五年（後梁開平二年、908年）正月，李克用病死，李存勗於同月襲河东节度使、晉王之位，据于晋阳（今山西太原）。但是當時的兵馬大權歸於其叔父李克寧，軍民之事皆由李克寧決定，權柄既重，令眾人皆攀附李克寧。當辦完喪事後，李存勗與張承業、李存璋設計，要除去勢力龐大的叔父李克寧。同年二月二十日，當諸將於府第時，乃伏兵於府中，置酒大會，李克寧既至，於席間擒下李存顥、李克寧二人，李存勗哭著責備李克寧：「姪兒一開始就打算把軍隊、政權都讓給叔父，叔父不願意背棄我父親的遺命，怎麼現在又把我跟我母親丟給豺狼虎豹？叔父怎麼忍心？」李克寧泣對：「這是讒言啊，我還能說甚麼？」當日，李克寧與李存顥俱伏法。
其後，李存勗認為潞州（今山西上黨）是河東屏障，沒有潞州對河東不利，所以他立即率軍從晉陽出發，直取上黨，乘大霧突襲圍潞州的梁軍，大獲全勝。李存勗的用兵之奇使梁太祖朱溫大驚，他說：「生兒子就要生李存勗一樣的兒子，李克用不會滅亡了啊！至於我的兒子，豬狗之輩而已！」

### 建立後唐

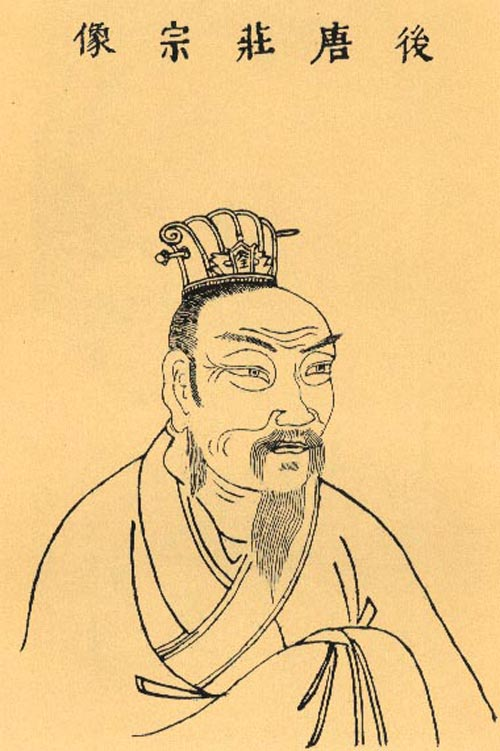
《三才图会》上的唐莊宗李存勗像

當潞州之圍解決後，河東威振，控制鎮州的王鎔和控制定州的王處直見形勢驟變，也動搖了依附後梁的信心，竟然和李存勗結成聯盟共同對付後梁。後梁為了保護河北之地，不惜一切，出兵再戰，於是雙方在柏鄉又展開了一場血戰。柏鄉之戰中，晉軍有周德威等三千騎兵和鎮州、定州兵；對方梁軍有王景仁率領的禁軍和魏博兵八萬。梁軍守衛柏鄉、以逸待勞，在地形、兵力、裝備幾方面處於優勢；而晉軍是騎兵，機動性和進攻能力大，對梁軍構成威脅。戰役開始，李存勗採用周德威建議，引誘梁兵出城，聚而殲之，晉軍主動後撤。梁軍主將王景仁果然上當，傾巢而出。晉軍抓住機會，以騎兵猛烈突擊梁軍，周德威攻右翼，李嗣源攻左翼，鼓譟而進。這時晉軍李存璋率領的騎兵大隊也趕上，梁軍丟盔棄甲，死傷殆盡。這一仗，使梁軍喪失了對河北的控制權，之後，朱溫一聽晉軍就談虎色變。而李存勗卻進一步安定了河東局勢，他息兵行賞，任用賢才，懲治貪官惡吏，寬刑減賦，一時河東大治。
李克用臨死時，交給李存勗三支箭，囑咐他要完成三件大事：一是討伐劉仁恭，攻克幽州；二是征討契丹，解除北方邊境的威脅；第三件大事就是要消滅世敵朱溫。他將三支箭供奉在家廟裡，每臨出征就派人取來，放在精製的絲套裡，帶著上陣，打了勝仗，又送回家廟，表示完成了任務。其後李存勗達成李克用遺志，打敗契丹，攻破燕地，並且攻滅劉守光與劉仁恭父子割據的桀燕政權，並且在天祐十二年（915年）攻克魏州，尽有河北之地。连年与后梁军战于黄河中下游一带。后於天祐二十年（923年），在魏州（河北大名縣西）稱帝，因受赐姓李，國號為唐，史稱後唐，领有十三节度使、五十州。十月，攻滅後梁，統一北方，建都洛阳。李存勗還收降了李茂貞建立的岐，並攻滅王建所建立的前蜀。
李存勗以唐朝赐姓为李的合法继承人身份，打起中兴唐朝的旗号，并为唐朝皇帝立庙。又以诛灭唐朝逆臣之名，将后梁宰相敬翔、李振等人灭族，将帮助朱溫篡唐的旧臣11人贬官。
但李存勗到了晚年自認為已經拚命一生，應該好好享樂，遂荒廢朝政。他大修宫殿，疑忌大臣，宠信宦官伶人。任用孔谦为租庸使，峻法剥下，厚敛奉上，赋役繁重，四方饥馑。李存勗自幼喜歡看戲、演戲，常粉墨登場，並自號藝名“李天下”。伶人大受皇帝寵幸，以至于伶人景进干预朝政。士大夫皆气愤，又不敢出气。李存勗又派伶人、宦官搶民女入宮，強擄魏博士卒們妻女千餘人，怨聲四起。同光二年，李存勗恢复旧唐宦官的势力，本来已经消失的监军又凌驾于藩镇之上，导致诸将更大的不满。同光三年（925年），李存勗派遣兒子魏王李继岌、侍中郭崇韬，攻滅前蜀。但是其後继岌、崇韬互相猜疑。郭崇韬又得罪宦官，李存勗於是对崇韬起疑，下命孟知祥入蜀，见机行事。翌年，李存勗被宦官的谗言所迷惑，诛杀了朱友谦、李存乂。后唐朝廷人心惶惶。
後唐同光四年（926年），魏博士兵皇甫暉拥赵在礼在鄴城叛亂，是為鄴城之亂，李存勗命李绍荣前往討伐，久不能下，无奈命李嗣源攻鄴城，李嗣源命其女婿石敬瑭同征。兵進魏州時，李嗣源卻被叛軍擁戴，恭迎入城，李嗣源百口莫辯，石敬瑭表示就算不造反也無法免責，李嗣源因而擁兵自立，與魏博的叛軍合兵造反南下。四月，李嗣源占據汴州（今河南開封），進軍洛邑，先鋒石敬瑭則帶兵逼進汜水關（河南滎陽汜水鎮），李存勗決定親征反擊。

### 興教門之變
這時擔任指揮使的伶人郭从谦不知李存乂已被莊宗殺死，欲奉李存乂之名作乱，火燒興教門。蕃汉马步使朱守殷见危不救。李存勗當時僅有符彥卿及王全斌等少數將領效忠他。郭从谦率兵攻入皇城。李存勗被流箭射中。王全斌將其扶至絳霄殿。李存勗失血過多，渴懑求飲，經宦官奉進酪漿，喝完一杯，遽爾殞命。王全斌大慟而去。一名伶人揀丟棄的樂器放在李存勗屍體上，點火焚屍。史稱興教門之變。李嗣源入洛陽杀尽叛臣，葬李存勗屍骨于雍陵，進廟號莊宗，李嗣源在汴州稱帝，是為後唐明宗。
陵墓：
李存勗的陵墓： 雍陵，又稱為伊陵，位於河南省洛陽市新安縣北冶鎮下坂峪村九龍口，因為興建水庫，現時陵墓已沉入水底

## 评价
李存勗稱帝即位之前，和后梁血战十餘年，大小百餘战，作战英勇异常。但打了天下，却不懂得治天下，宠幸伶人，重用宦官，又吝於銀錢，不抚恤士卒，三年後因兵变被杀，失败之速，亦是罕见。
北宋歐陽修寫《新五代史·伶官傳序》便是討論李存勗沉溺逸樂、寵信樂官而致亡國的史實，叹惜李存勗“方其盛也，举天下之豪杰复能与之争；及其衰也，数十伶人困之，而身死国灭，为天下笑。”，說明“憂勞可以興國，逸豫可以亡身”的歷史規律 。
《旧五代史》则称赞李存勗是“中兴之主”，是唐朝的合法继承者，但語鋒一轉，隨即批評他“忘櫛沐之艱難，徇色禽之荒樂”、“伶人亂政、靳吝貨財、大臣無罪以獲誅、眾口吞聲而避禍” 。
朱温评价李存勗说“生子当如李亚子，克用为不亡矣！至如吾儿，豚犬耳！”（生儿子就要生像李存勗这样的，李克用的大业不会灭亡了！至于说我的儿子，猪狗之辈而已！）

## 家庭

### 后妃
- 皇后刘氏，原為妾室，立为皇后。
- 淑妃韩氏，原為正室，册为淑妃。
- 德妃伊氏，妾室，册为德妃。
- 昭仪侯氏，封汧国夫人[8][9]
- 昭容夏氏，封虢国夫人，被后唐明宗赐婚嫁于耶律倍
- 昭媛白氏，封沂国夫人
- 出使美宣邓氏，封珝国夫人
- 御正楚真张氏，封凉国夫人
- 司簿德美周氏，封宋国夫人
- 侍真吴氏，封延陵郡夫人
- 懿才王氏，封太原郡夫人
- 咸一韩氏，封昌黎郡夫人
- 瑶芳张氏，封清河郡夫人
- 懿德王氏，封琅琊郡夫人
- 宣一马氏，封扶风郡夫人
- 某氏，莊宗爱姬，有子，为皇后刘玉娘所设计，于同光三年（925年）归于元行钦[10][11]
- 郭氏，后梁末帝朱友贞妃，入莊宗后宫，出家为尼，后晋时主持朱友贞之丧
- 李氏，莊宗登基前的側室，后被赐给孟知祥[12][13]。
- 侯氏，原为符道昭妻，与昭仪侯氏是否为同一人，无考[14]。
- 柴氏，先為後唐莊宗李存勗妃嬪，后為後周太祖郭威嫡后。

### 兄弟
1. 永王李存霸
2. 邕王李存美
3. 薛王李存礼
4. 申王李存渥
5. 睦王李存乂
6. 通王李存确
7. 雅王李存纪
8. 李存矩

### 子女

#### 子
1. （佚名）
2. （佚名）
3. 魏王李繼岌，925年封，926年自杀
4. 守王李繼潼
5. 光王李繼嵩
6. 真王李繼嶦
7. 川王李繼嶢

曾孙李佑，宋仁宗天圣四年（1026年）四月由安德节度推官改授西京留守推官。

#### 女
- 义宁公主，嫁光禄大夫、检校司徒、前房州刺史兼御史大夫、上柱国广平郡人宋廷浩

外孫宋偓，外孫媳後漢永寧公主劉氏
外曾孫婿宋太祖、張子野、孟隆諗 (後蜀孟玄喆之子)、寇準、韓崇訓、王德用

#### 義子
1. 歸德節度使李紹榮（原名元行欽）
2. 宣武節度使李绍安（原名袁象先）
3. 樞密使李紹宏（原姓馬）
4. 鄭州防禦使李紹琛（原名康延孝）
5. 盧龍節度使李紹斌（原名趙行實，後名趙德鈞）
6. 泰寧節度使李紹欽（原名段凝）
7. 保義留後李紹真（原名霍彥威）
8. 洺州刺史李紹能（原名米君立）
9. 齊州防禦使李紹虔（原名王晏球）
10. 河陽節度使李紹奇（原名夏魯奇）
11. 南東道節度使李紹珙（原名劉訓）
12. 貝州刺史李紹英（原名房知溫）
13. 護國節度使李繼麟（原名朱友謙）
14. 忠武節度使李紹瓊（原名萇從簡）
15. 金槍指揮使李繼璟（原名李從審，為明宗李嗣源長子）
16. 匡國節度使李紹沖（原名溫韜）
17. 李紹文（原名張從楚）
18. 李紹魯（原名白承福）
19. 李紹威（原名扫剌）

## 影視形象

### 電視劇
| 年份   | 地區     | 作品                 | 演員   |
| 2009年 | 無綫電視 | 《李克用与十三太保》 | 黄浩然 |
| 2015年 | 中國     | 《大宋传奇之赵匡胤》 | 印小天 |
| 2020年 | 中國     | 《狼殿下》           | 石凉   |

### 電影
| 年份   | 地區 | 作品         | 演員 |
| 1970年 | 香港 | 《十三太保》 | 罗威 |

## 脚注
1. ↑  勗，亦作「勖」。
2. ↑  原文：「生子當如李亞子，克用為不亡矣！至如吾兒，豚犬耳！」（《資治通鑒》卷266）
3. ↑  《新五代史》：“其战于胡柳也，嬖伶周匝为梁人所得。其后灭梁入汴，周匝谒于马前，莊宗得之喜甚，赐以金帛，劳其良苦。周匝对曰：‘身陷仇人，而得不死以生者，教坊使陈俊，内园栽接使储德源之力也。愿乞二州以报此二人。’莊宗皆许以为刺史。郭崇韬谏曰：‘陛下所与共取天下者，皆英豪忠勇之士。今大功始就，封赏未及于一人，而先以伶人为刺史，恐失天下心。不可！’因格其命。逾年，而伶人屡以为言，莊宗谓崇韬曰：‘吾已许周匝矣，使吾惭见此三人，公言虽正，然当为我屈意行之。’卒以俊为景州刺史，德源为宪州刺史。”
4. ↑  《旧五代史·唐书·庄宗纪》

## 延伸阅读
[在维基数据编辑]
 在维基文库阅读此作者作品（ 在维基共享资源阅览影像）
 《舊五代史/卷27》，出自薛居正《舊五代史》
 《新五代史·卷04》，出自歐陽修《新五代史》
 《新五代史·卷05》，出自歐陽修《新五代史》

## 研究書目
- Richard L. Davis（戴仁柱）、馬佳著：《伶人．武士．獵手：後唐莊宗李存勗傳》（北京：中華書局，2009）。

| 前任： 後梁末帝朱瑱 | 中国北部地區君主 923-926 | 繼任： 义兄後唐明宗李嗣源 |
| ─                   | 後唐皇帝 923-926         | 繼任： 义兄後唐明宗李嗣源 |